# Eucereon steinbachi
Eucereon steinbachi är en fjärilsart som beskrevs av Rothschild 1912. Eucereon steinbachi ingår i släktet Eucereon och familjen björnspinnare. Inga underarter finns listade i Catalogue of Life.